# 순우의
순우의(중국어: 淳于意, 기원전 250년경 ~ 기원전 150년경)는 전한의 의사이다. 제나라 출신으로 곡창을 관리하는 벼슬을 하여 창공(倉公), 태창공(太倉公)이라고도 불렸다. 공손광(公孫光), 양경(陽慶) 등에게 의술을 배웠다. 《사기》 〈편작창공열전〉(扁鵲倉公列傳)에 그의 전기가 기록되어 있다.

## 같이 보기
- 편작